# Carlo Liberati
Carlo Liberati (ur. 6 listopada 1937 w Matelica) – włoski duchowny rzymskokatolicki, w latach 2004-2013 prałat terytorialny Pompei.

## Życiorys
Święcenia kapłańskie przyjął 29 lipca 1962. 5 listopada 2003 został mianowany prałatem terytorialnym Pompei. Sakrę biskupią otrzymał 10 stycznia 2004. 7 lipca 2004 został podniesiony do godności arcybiskupa. 10 listopada 2012 przeszedł na emeryturę.